# Dorotea Bucca
Dorotea Bucca, nota anche come Dorotea Bocchi o Bucchi (Bologna, 1360 – Bologna, 1436), è stata una filosofa, scienziata e docente universitaria italiana, generalmente ricordata per essere stata la prima donna a ricoprire tale ruolo.

## Biografia
(Libro di M. Giovanni Boccaccio delle donne illustri. D'altre donne famose, e un'altra nuova giunta fatta per M. Francesco Serdonati, d'altre Donne Illustri, 1596, pp 578)
Studiò con profitto lettere, medicina e conseguì un dottorato in filosofia. Occupò quindi una cattedra di filosofia e medicina all'Università di Bologna per oltre 40 anni (a partire dal 1390), occupata in precedenza dal padre, Giovanni Bucco, filosofo e medico di grande fama. Le venne garantito un compenso, allora elevato, di cento lire, perché continuasse a leggere agli studenti del padre.
Alle donne era vietata l'educazione superiore e l'esercizio di numerose professioni: ebbe notevole rilievo perché fu la prima a ricoprire il ruolo di docente universitaria.
Tuttavia secondo lo storico Tommaso Duranti non esistono fonti che comprovino la sua docenza universitaria, e questa notizia potrebbe essere il frutto di una vox, un aneddoto, che si è tramandato per vie non ricostruibili negli anni. Ciò non toglie che "in una prospettiva di genere, laddove non sia possibile far emergere la voce delle donne del passato messa a tacere dai contemporanei o dalla storiografia, sia doveroso ricordare con chiarezza che se non possiamo testimoniare donne docenti nelle università medievali – e di molto tempo dopo – fu perché gli uomini di quella istituzione, e di quella società, impedirono loro di accedervi".

## Riconoscimenti
Un suo busto in terracotta, opera del 1680-1690 circa dello Scultore di Casa Fibbia e parte del ciclo di ritratti di donne bolognesi illustri un tempo conservato a Palazzo Felicini-Fibbia, è oggi esposto al Museo della storia di Bologna di Palazzo Pepoli.